# Oldenlandia laceyi
Oldenlandia laceyi är en måreväxtart som först beskrevs av David A. Halford, och fick sitt nu gällande namn av David A. Halford. Oldenlandia laceyi ingår i släktet Oldenlandia och familjen måreväxter. Inga underarter finns listade i Catalogue of Life.